# Linie jos
Caracterul de linie jos, (în engleză „Underscore”), numit și bară jos [ _ ] este un caracter apărut la mașinile de scris din vechime și care era utilizat pentru sublinierea cuvintelor, prin mutarea carului mașinii de scris la începutul unui cuvânt și suprascrierea lui cu linie jos.
Actualmente, caracterul este folosit pentru a crea o spațiere vizuală acolo unde nu este permis sau este nepractic spațiul (de exemplu: adrese de e-mail, nume de fișiere, URL-uri).

### Limbaje de programare
Simbolul linie jos este adesea utilizat în dezvoltarea programelor informatice. De exemplu, simbolul linie jos este deseori folosit în limbajul SQL.